# شاه جراغ
مسجد شاه جِراغ (بالفارسية: حرم شاه‌چراغ) هو مسجد يضم ضريح للأخوين أحمد ومحمد أبناء موسى الكاظم وشقيقي علي الرضا. والاثنين قاما باللجوء إلى شيراز، إيران (حوالي 900 م.) ابان فترة حكم العباسيين ونزاعهم مع قادة الطالبيين من ذرية علي بن أبي طالب).
يعتبر المسجد من أبرز أماكن العبادة في المدينة، حيث صار مركزاً للاحتفالات الدينية منذ القرن الرابع عشر.

## التسمية
تعني كلمة شاه جراغ بالفارسية (ملك النور)

## المزار
بقي المقام مخفياً لفترة طويلة من الزمن حتى عهد الأمير مقرب الدين مسعود بن بدر (623-658 هـ) أكتشف هذا القبر والذي أُنسب إلى أحمد بن موسى الكاظم عن طريق العثور علی خاتمه داخل القبر، والذي كان منقوش عليه «العزة لله احمد بن موسى بن جعفر» فعرفوه. فبنى عليه مقرب الدين بناءاً، ثم بنى عليه الأتابك أبو بكر بناء أرفع منه، ثم إن تاج خاتون ام السلطان ابي اسحق اینجو بنت عليه قبة رفيعة في سنة 745هـ. ثم توالت عليه الإضافات والبنايات بمرور الزمن، حتى وصل لشكله الحالي. والذي يعد من المعالم والعتبات المقدسة البارزة في إيران.

## هجوم 2022
في 26 تشرين الأول/أكتوبر 2022 حدث هجوم مسلح على المرقد، وأسفر عن مقتل 13 شخصًا وإصابة أكثر من 40 آخرين، والذي تبناه تنظيم الدولة الإسلامية. ونُفّذَ حكم الإعدام في اثنين من المتهمين بالهجوم في وقت لاحق.

## معرض صور

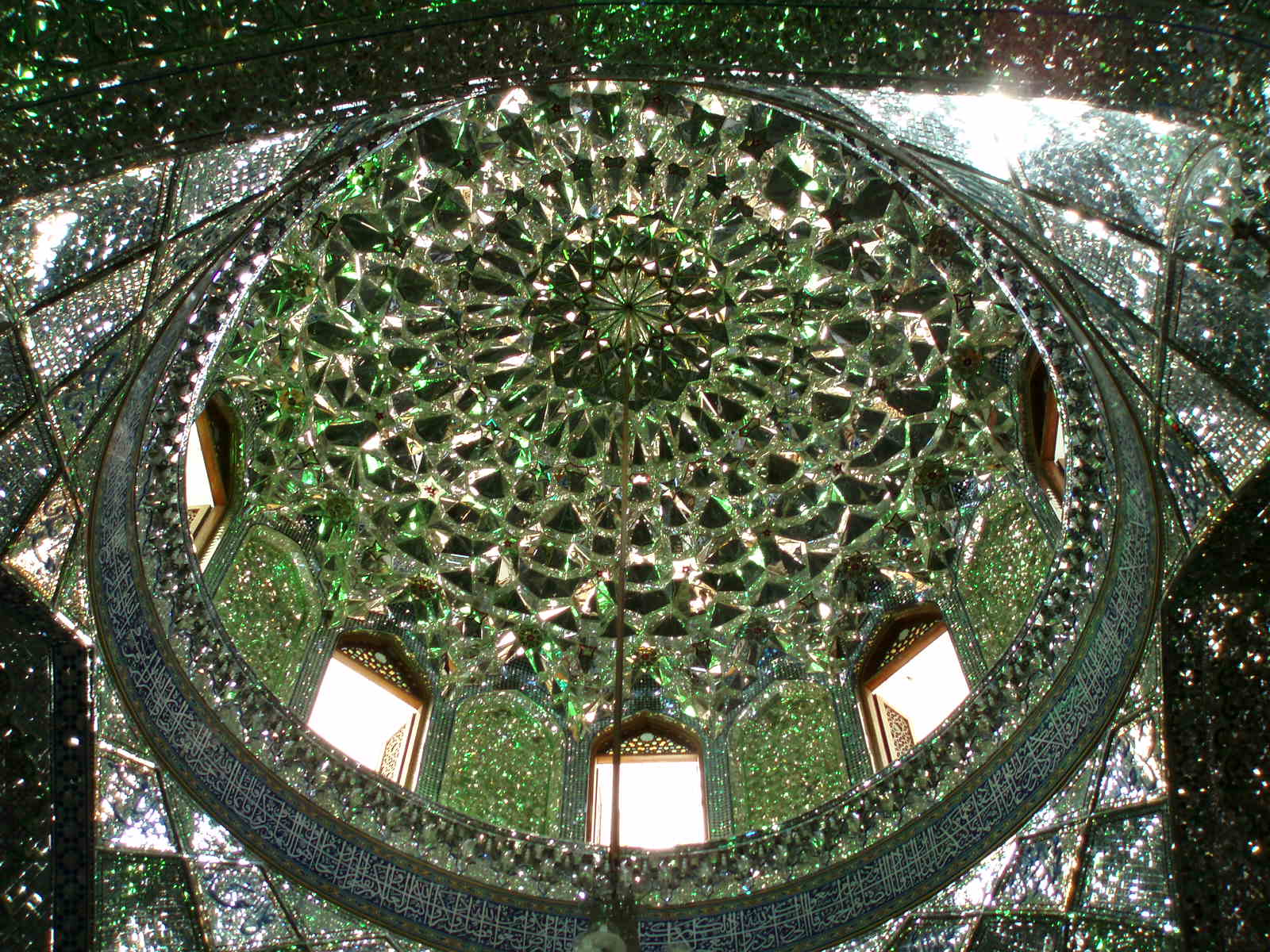
مرايا واسعة تحت القباب.
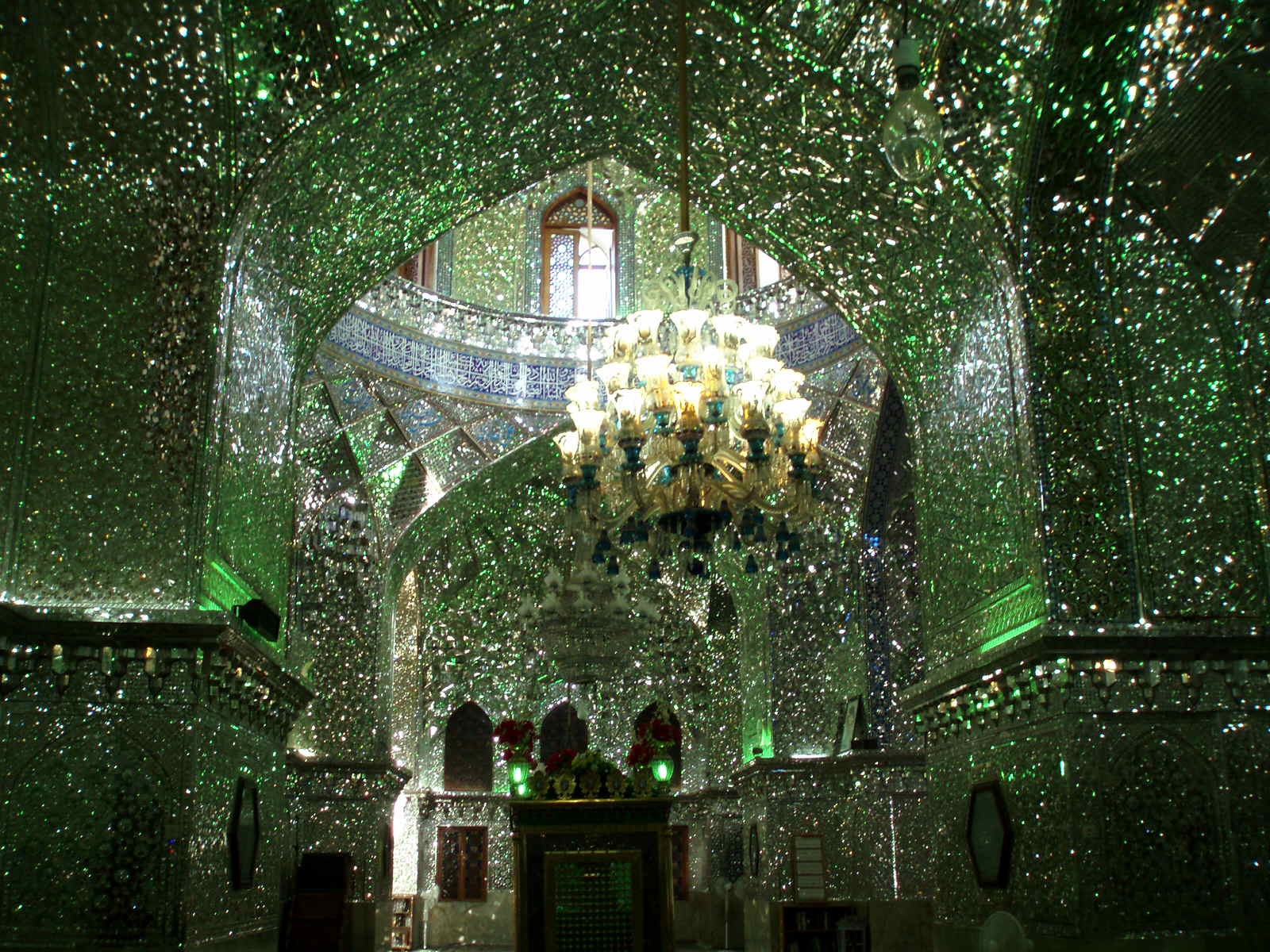
داخل الروضه شاه جراغ.
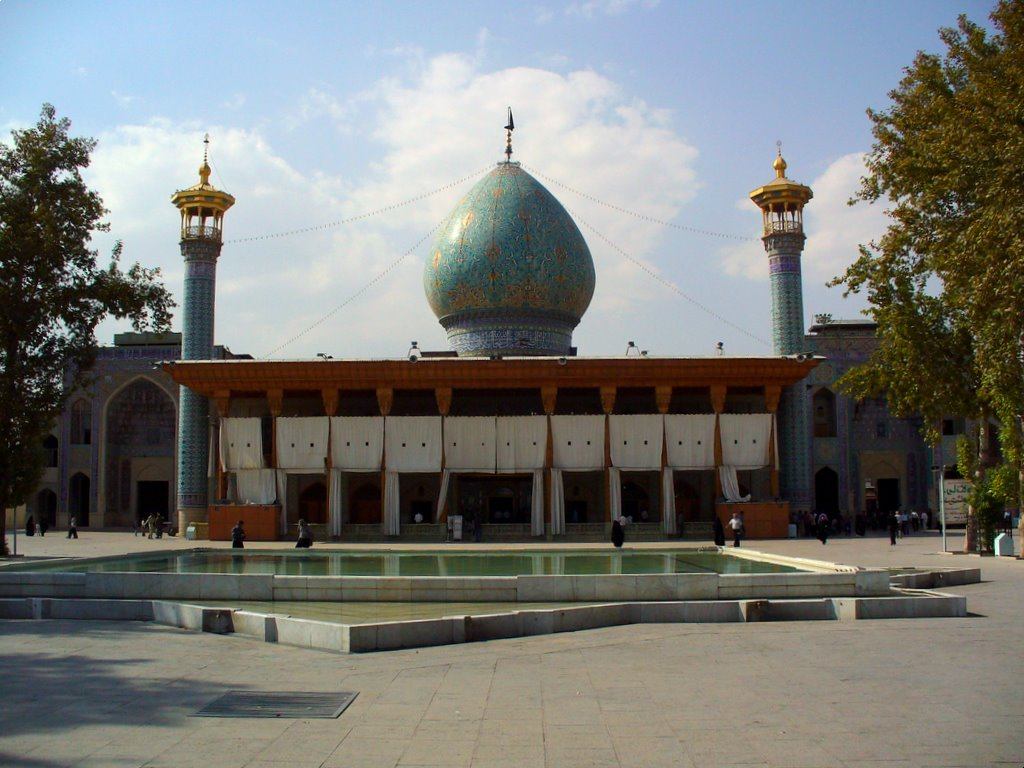
صحن احمدی .شاه جراغ.
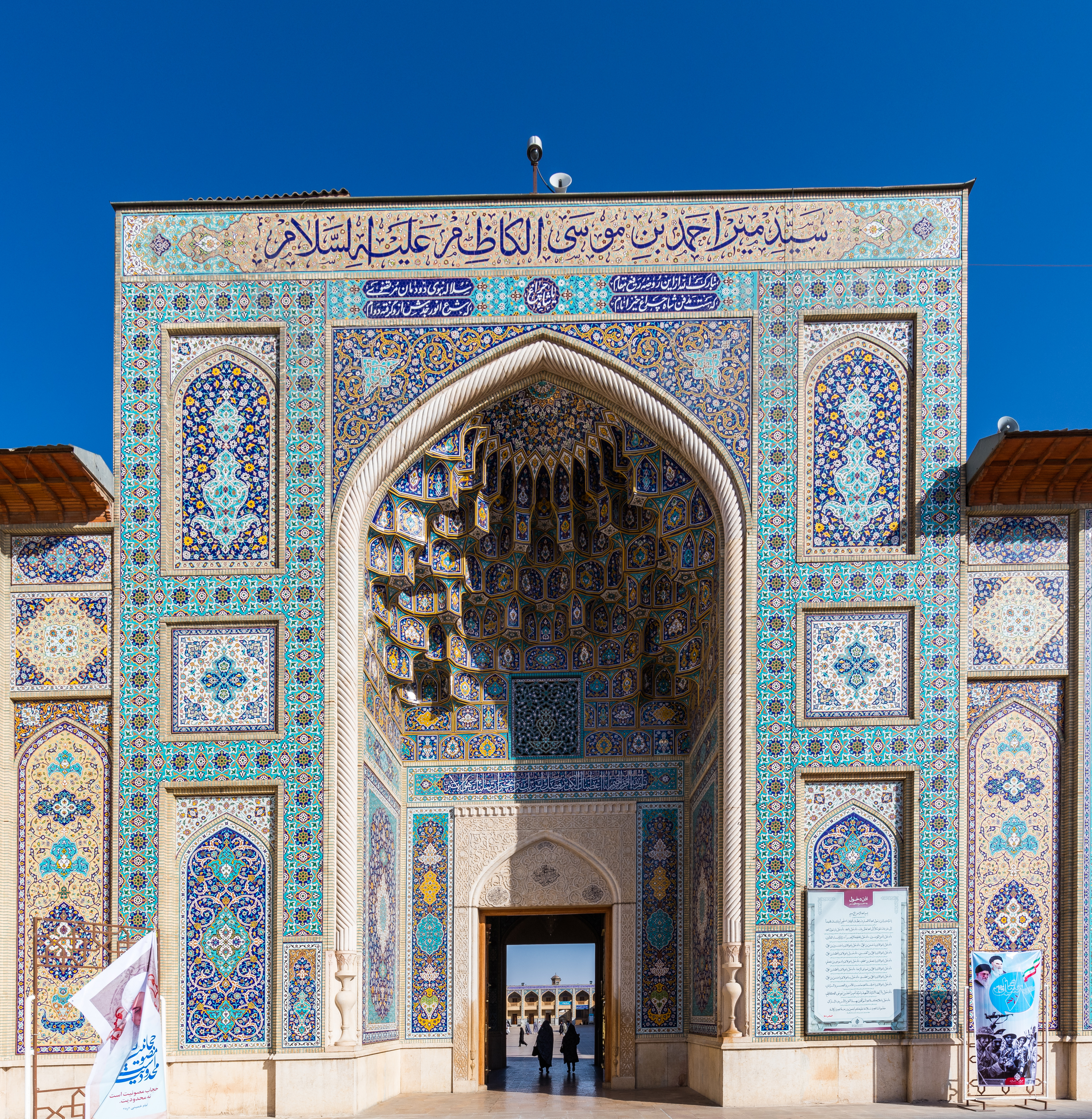
واجهة شاه جراغ.
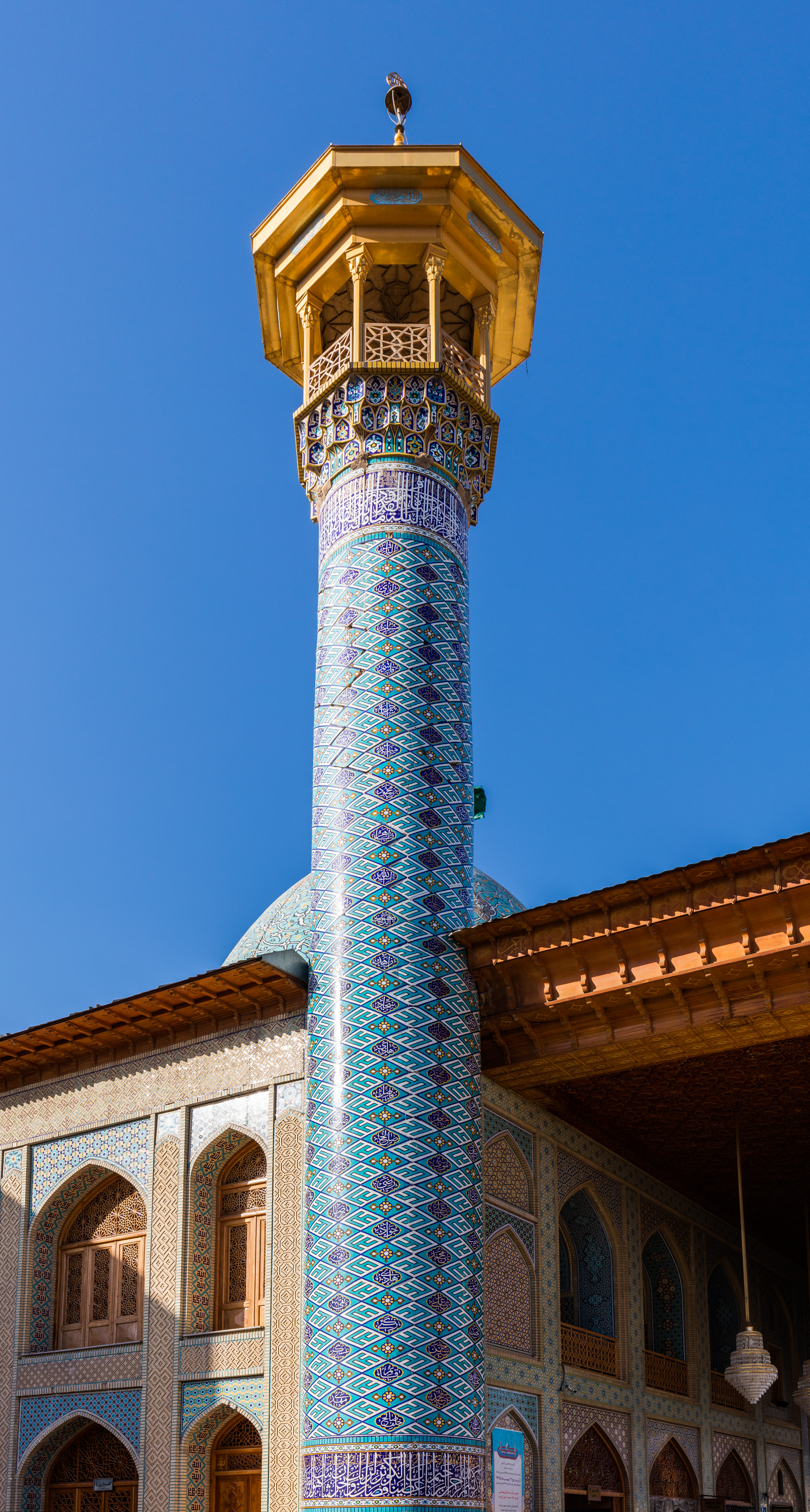
مئذنة الضريح.
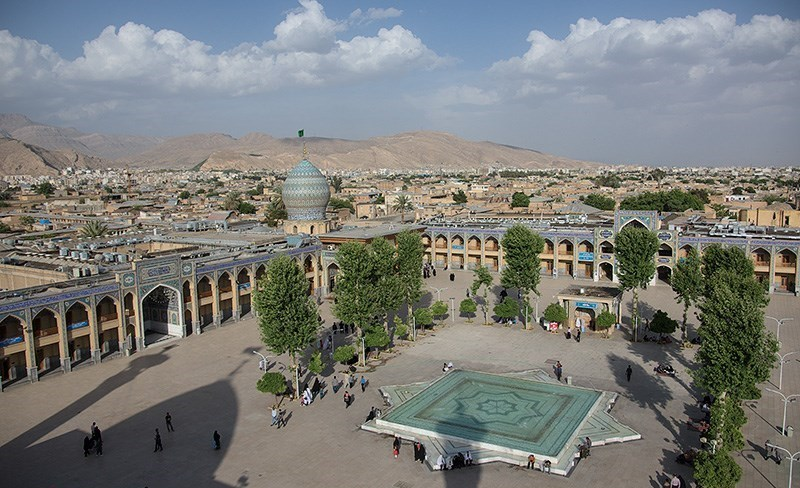
خارج شاه جراغ.
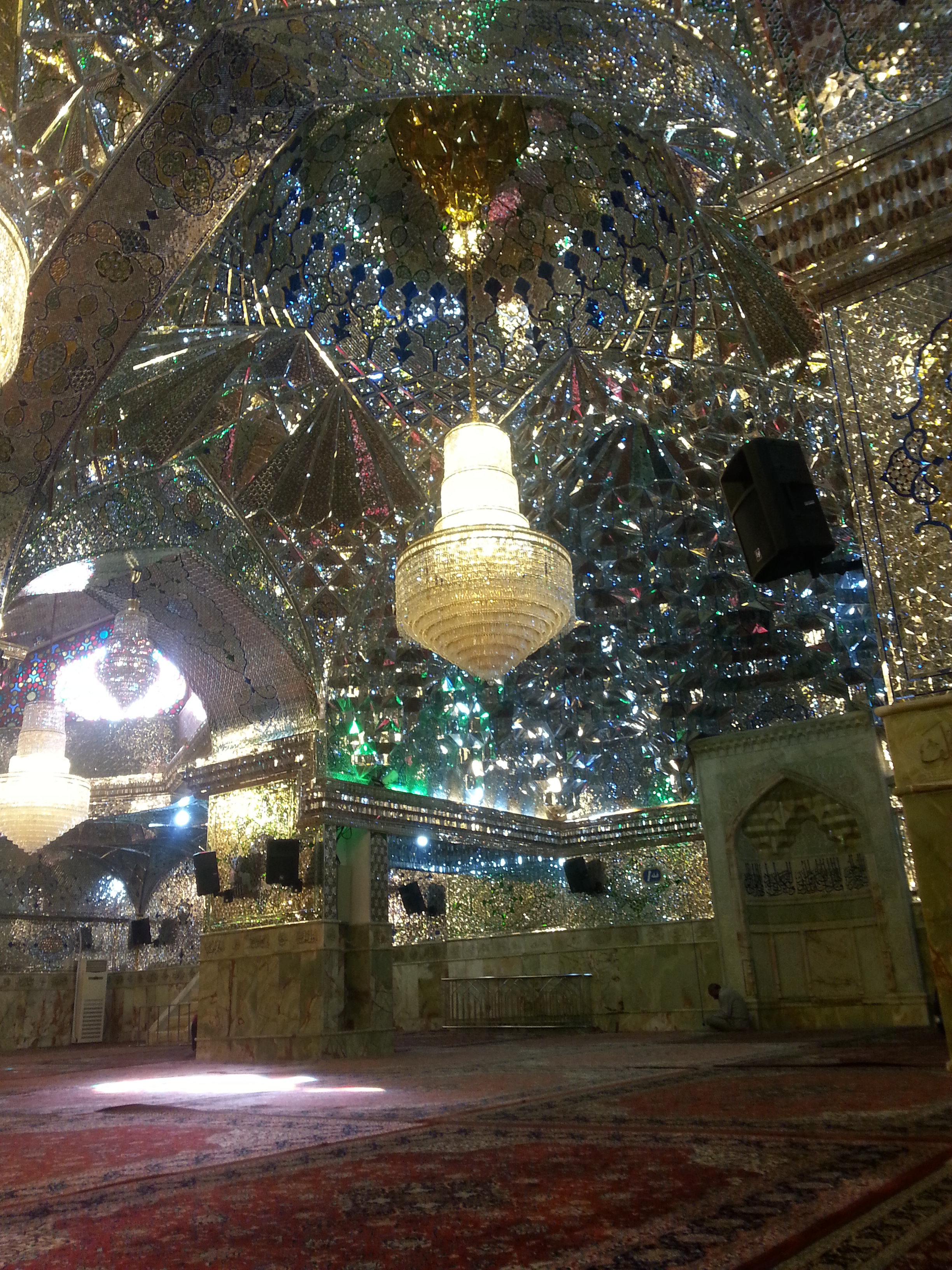
صالة زجاجية داخل شاه جراغ.

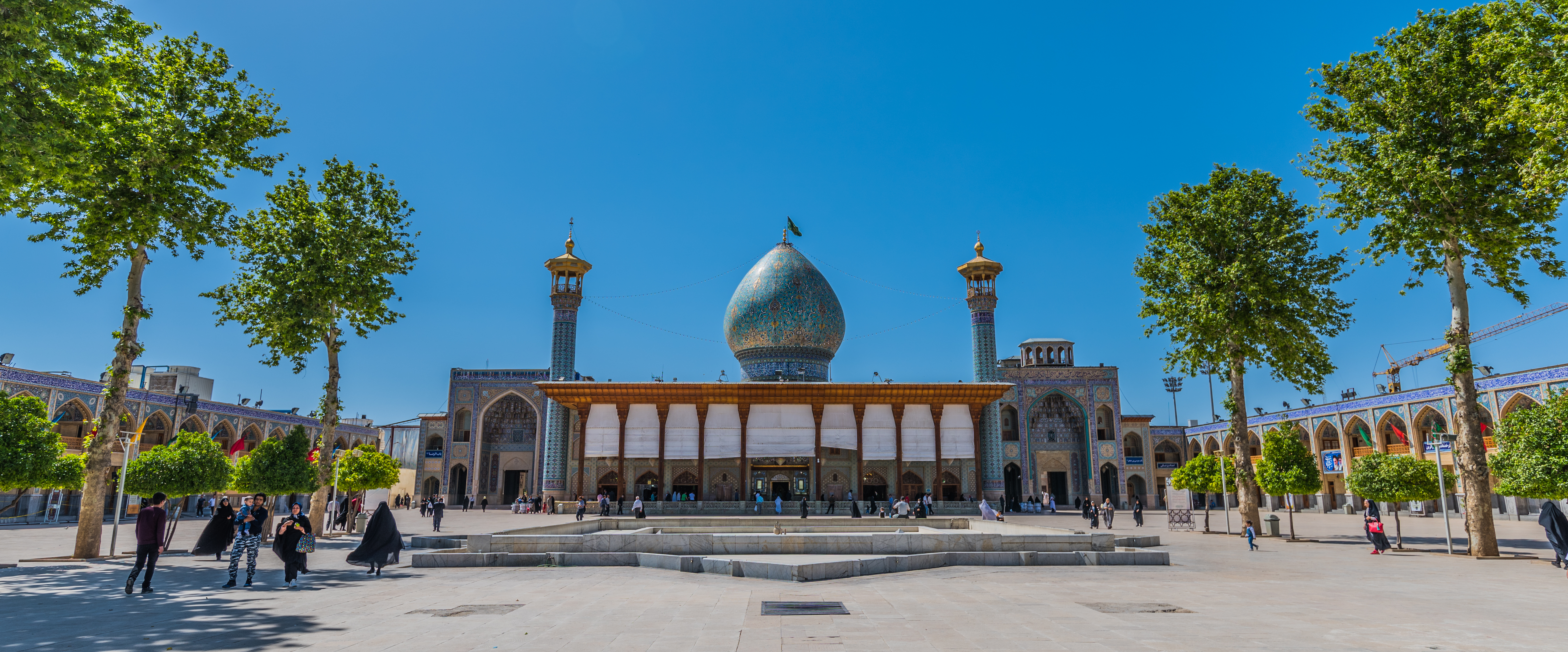
شاه جراغ

## طالع أيضًا
- مسجد جمكران
- مسجد نصير الملك
- مسجد جامع عتيق
- المسجد الأزرق (يريفان)
- مسجد بيبي (هيبات)
- سعديه